# Plastimodelismo

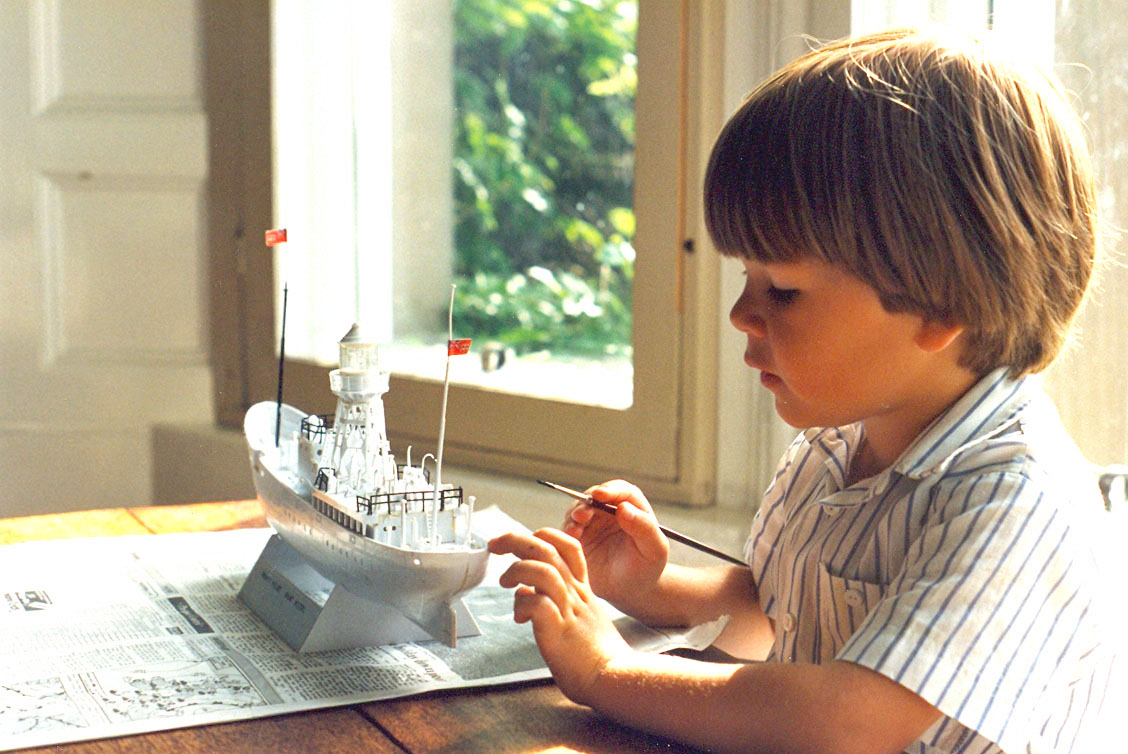
Criança de 4 anos desenvolvendo uma embarcação.

Plastimodelismo é um hobby que consiste em construir miniaturas em escala reduzida fabricadas na forma de kits plásticos com o objetivo de exposição estática.

## Temas
Os temas mais comuns no plastimodelismo são aviões, navios, automóveis, motos e veículos blindados como tanques. A maioria dos modelos retratam veículos militares, devido à grande variedade de forma e contexto histórico comparado aos veículos civis e também pelo fascínio que máquinas militares exercem sobre muitas pessoas, os aspectos de engenharia envolvidos nos diversos modelos de transportes e o estado da arte do design. 
Essa tendência de recorrer aos modelos militares também funcionava como propaganda de guerra. Assim, no contexto da Guerra Fria, os veículos de guerra dos Estados Unidos eram grandiosos e cheios de detalhes, ao passo que os da União Soviética eram apresentados como simples e arcaicos, considerando que o mercado de plastimodelismo era dominado por Estados Unidos e Europa, polo capitalista da guerra ideológica Capitalismo vs Socialismo.
Porém, a economia também ditava as regras nesse mercado abrangente. Empresas de aviões começaram a ver suas miniaturas como uma forma de marketing, de modo a tornar a empresa mais conhecida e admirada. Deste modo, o fã de plastimodelismo teria prazer em voar no modelo que ele passou horas construindo, verificando as pequenas peças em seu tamanho real. Carros luxuosos, como Ferrari e BMW podiam agora ser construídos por quem não tinha condições financeiras de comprá-los. Essa distância econômica desigual, que permite a somente uma parcela minúscula da população pagar valores exorbitantes por um carro, agora poderia ser diminuída: qualquer um poderia ter uma Ferrari, por exemplo. Mesmo que em sua prateleira.
Outros assuntos incluem ficção científica, espaçonaves, construções, personagens de fantasia e figuras humanas. Alguns construtores se dedicam a montagens mais completas envolvendo vários temas em conjunto, em forma de maquetes. São os denominados "dioramas". Podem ser inspirados em cenas de guerras, batalhas, cenas do cotidiano, detalhes de aeroportos ou estações de trem, etc. Para a construção dos dioramas utilizam-se diversos materiais como resina, madeira, isopor, placas e tubos de plástico, areia, terra, serragem, entre outros.

## Técnicas e construção

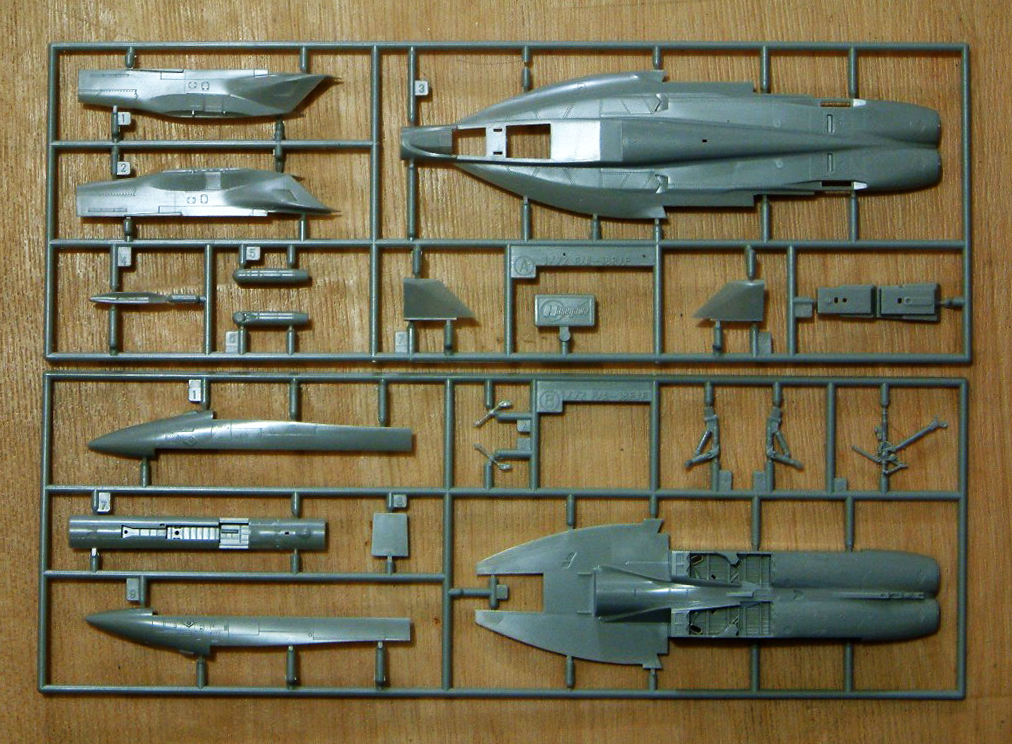
Modelo de um avião F-18 de plástico.

A maioria dos kits são fabricados pelo processo de injeção de termoplásticos usando como matéria-prima o poliestireno. Os kits sempre são acompanhados de um manual com instruções de montagem e pintura e folhas de decalque de insígnias. As peças são unidas com cola específica para esse material, podendo ser líquida ou pastosa. Para a pintura são usadas tintas também específicas para plastimodelismo. Outros tipos de tinta podem ser usadas, tomando-se os devidos cuidados com o grau do solvente, para não dissolver o poliestireno. Podem ser encontradas tintas específicas para plastimodelismo que são solúveis tanto em água ou solventes químicos. Para isso são usados pincéis de cerdas super macias e/ou aerógrafo, um tipo de mini pistola de pintura. 
Marcações como insígnias em aviões e patrocinadores de carros de corrida geralmente acompanham os kits na forma de decalques.
Fabricantes especializados de acessórios para kits fornecem peças em latão normalmente feitas pelo processo de foto-corrosão (como são feitas as placas de circuito impresso de eletrônica) que trazem maiores detalhes para os modelos e, conforme as habilidades do modelista, podem atingir um realismo realmente impressionante.
Algumas técnicas de envelhecimento dos veículos podem também contribuir para este realismo. Detalhes de fuligem, ferrugem, lama, neve e outros, podem ser feitos com o uso de diversos materiais e tintas guache.
Há também os kits chamados "snap", que não necessitam de cola para a união das peças e em geral vêm pintados de fábrica e possuem marcações de simples aplicação.

## Escalas
Quase todos os kits são fabricados obedecendo a uma escala. Cada tema tem uma ou mais escalas comuns. Quanto maior a escala, mais detalhados são os kits. As escalas são dimensionadas de forma que os modelos possam ser colecionáveis. Eis as seguintes escalas mais comuns por temas:
- Aeronaves: 1/24, 1/32, 1/48, 1/72, 1/144 e 1/200.
- Veículos militares: 1/35, 1/48, 1/72 e 1/76.
- Automóveis: 1/12, 1/16, 1/18, 1/20, 1/24, 1/25, 1/32, 1/35 e 1/43.
- Navios: 1/96, 1/350, 1/450 e 1/700.

No entanto, os kits nem sempre são fiéis à sua escala nominal. Há kits de automóveis na escala 1/25 que são maiores que outros na 1/24, por exemplo. Em geral, essa discordância é decorrente de erros de projeto.

## História
Os primeiros kits plásticos foram fabricados pelas empresas britânicas Frog e Airfix nos década de 1950. Fabricantes americanos como Revell, AMT e Monogram ascenderam no mercado na década seguinte, assim como a francesa Heller SA na Europa. A partir da década de 1970, fabricantes japoneses como Tamiya e Hasegawa dominaram o mercado e se tornaram sinônimo de tecnologia e qualidade. Outras empresas do leste europeu, Rússia, República Popular da China e Coreia do Sul têm ganhado notoriedade no mercado.